# Катастрофа Boeing 757 под Кали
Катастрофа Boeing 757 под Кали — крупная авиационная катастрофа, произошедшая в среду 20 декабря 1995 года. Авиалайнер Boeing 757-223 авиакомпании American Airlines совершал плановый рейс AA 965 по маршруту Майами—Кали, но при заходе на посадку врезался в гору Эль-Делювио в 45 километрах от аэропорта Кали и полностью разрушился. Из находившихся на его борту 163 человек (155 пассажиров и 8 членов экипажа) выжили только 4 (изначально выжили 5 человек, но последний умер в больнице). Также в катастрофе выжила собака одного из погибших пассажиров.
Согласно заключению колумбийской комиссии, причиной катастрофы стали ошибки пилотов.
Катастрофа рейса 965 стала крупнейшей авиакатастрофой в Колумбии, на момент событий была крупнейшей катастрофой самолёта Boeing 757 (до катастрофы под Пуэрто-Плата, 189 погибших). Также (по числу жертв) это вторая крупнейшая катастрофа американского авиалайнера за пределами США (после взрыва Boeing 747 над Локерби, 270 погибших).

## Самолёт
Boeing 757-223 (регистрационный номер N651AA, заводской 24609, серийный 390) был выпущен компанией «Boeing» в 1991 году (первый полёт совершил 12 августа). Был приобретён американской лизинговой компанией «Meridian Trust Company» (Рединг, Пенсильвания), которая 27 августа того же года сдала его в лизинг авиакомпании American Airlines. Оснащён двумя турбовентиляторными двигателями Rolls-Royce RB211-535E4B; двигатель №1 (левый, заводской номер 31146) на день катастрофы имел наработку 3768 циклов «взлёт-посадка» и 10 657 часов, а двигатель №2 (правый, заводской номер 31042) — 4966 циклов «взлёт-посадка» и 13 274 часа. Последнее техническое обслуживание проводилось в ноябре 1995 года, на 20 декабря никаких неполадок обнаружено не было. На день катастрофы 4-летний авиалайнер совершил 4922 цикла «взлёт-посадка» и налетал 13 782 часа.
В день вылета в баки самолёта было залито 19 640 килограммов авиатоплива. Расчётный взлётный вес (брутто) составлял 95 037 килограммов при центровке 25,2% CAX, что находилось в пределах допустимого. Согласно расчётам, на момент катастрофы авиалайнер должен был сжечь порядка 12 075 килограммов авиатоплива и его вес составлял 82 962 килограмма при центровке 23,8% САХ, что также в пределах нормы.

## Экипаж
Самолётом управлял опытный экипаж, состав которого был таким:
- Командир воздушного судна (КВС) — 57-летний Николас Тафури (англ. Nicholas Tafuri). Родился 17 ноября 1938 года. Очень опытный пилот, в авиацию пришёл в сентябре 1963 года ещё студентом, затем стал военным лётчиком ВВС США, где был квалифицирован для полётов на истребителях и четырёхмоторных транспортных самолётах. 22 сентября 1969 года устроился в авиакомпанию American Airlines, налетав к тому времени 2698 часов, 2662 из них в ВВС США. В American Airlines изначально работал бортинженером на Boeing 727, но впоследствии был квалифицирован в качестве КВС на Boeing 727, Boeing 757 и Boeing 767[1]. Последнюю проверку на лётном тренажёре (в авиакомпании её называют «R2») проходил 28 апреля 1995 года, 9 ноября и 9 декабря прошёл утверждённые FAA ежегодные проверки для полётов соответственно на внутренних и международных линиях. Последний медицинский контроль прошёл 7 декабря 1995 года, в ходе которого подтвердил I класс с оговоркой, что для коррекции зрения должен носить линзы и очки (англ. Holder shall wear lenses that correct for distant vision and possess glasses that correct for near vision while exercising the privileges of this airman certificate). Налетал свыше 13 000 часов, свыше 2260 из них на Boeing 757 и Boeing 767; налёт за последние 90 дней — 182 часа 13 минут. Рейсы в Кали выполнял в общей сложности 13 раз, причём последним был как раз рейс AA 965, выполненный 9 декабря того же года, за 11 дней до катастрофы[1]. Был женат, имел двух взрослых детей, которые жили отдельно, жена работала стюардессой в American Airlines. Среди коллег пользовался уважением за профессионализм, не курил, увлекался теннисом[1].
- Второй пилот — 39-летний Дональд Уильямс (англ. Donald Williams). Родился 24 июня 1956 года. Опытный пилот, лётную карьеру начал поступлением в учебный колледж по подготовке офицеров запаса ВВС США (англ. US Air Force Reserve Officer Training Corps). В 1979 году поступил в ВВС США, где в период службы до 1986 году был квалифицирован для полётов на истребителях, включая F-4 Phantom и для работы инструктором. Преподавал в наземной школе, лётных тренажёрах и на самолётах, в 1985 году получил премию «Лучший ВВС-инструктор года» (англ. Air Force Instructor of the Year). 11 октября 1986 года устроился в авиакомпанию American Airlines, имея к тому времени за плечами 1362 лётных часа. Как и КВС, изначально работал бортинженером на Boeing 727, впоследствии прошёл квалификацию на второго пилота Boeing 727, Boeing 757, Boeing 767 и McDonnell Douglas MD-11[1]. Присутствовал на проводимом авиакомпанией 5-дневном курсе квалификации и закончил его на «Удовлетворительно» (англ. Satisfactorily), пройдя 27 ноября 1995 года необходимые проверки на тренажёре. 31 августа того же года успешно прошёл ежегодную проверку квалификации на второго пилота. Последний медицинский контроль прошёл 21 июня 1995 года, в ходе которого подтвердил I класс без ограничений. Налетал свыше 5800 часов, 2286 из них на Boeing 757 и Boeing 767; налёт за последние 90 дней — 163 часа 40 минут. В Кали до этого не летал ни разу, но тем не менее, в должности второго пилота неоднократно выполнял полёты на Boeing 757 и Boeing 767 в Южную Америку по другим направлениям[1]. Был женат, имел трёх маленьких детей. Коллегами характеризовался как профессионально компетентный, любящий свою работу[1].

Оба пилота отдыхали перед полётом более 120 часов (5 дней), продолжительность работы в день катастрофы составила 5 часов 58 минут, из них в полёте — 4 часа 38 минут.
В салоне самолёта работали 6 бортпроводников (все граждане Колумбии — родом из Боготы):
- Педро Пабло Калье (исп. Pedro Pablo Calle), 43 года — старший бортпроводник.
- Магдалена Борреро (исп. Magdalena Borrero), 43 года.
- Роза Кабрехо (исп. Rosa Cabrejo), 43 года.
- Тереза Дельгадо (исп. Teresa Delgado), 37 лет.
- Хильберто Рестрепо (исп. Gilberto Restrepo), 48 лет.
- Маргарет Вильялобос (исп. Margaret Villalobos), 41 год.

## Хронология событий

### Предшествующие обстоятельства
Ранее в этот день Boeing 757-223 борт N651AA выполнил рейс в Гуаякиль (Эквадор) и приземлился в аэропорту Майами в 14:38, у прилетевшего экипажа по самолёту не было замечаний. Далее произошла смена экипажа (КВС Тафури и второй пилот Уильямс), и самолёт начали готовить к рейсу AA 965 в Кали (Колумбия). Ожидаемое время вылета 16:40, пилоты прибыли в офис авиакомпании за час до этого. Однако из-за ожидания транзитных пассажиров и груза вылет поначалу был задержан на 34 минуты и от телетрапа D33 самолёт начал движение в 17:14, после чего вырулил к ВПП №27R. Из-за интенсивного движения в аэропорту и заторов на ВПП вылет был задержан ещё на 1 час 21 минуту, поэтому некоторые пассажиры покинули самолёт, так как уже опаздывали на запланированные встречи. Наконец в 18:35 рейс AA 965 вылетел из Майами и после набора высоты занял эшелон FL370 (11 300 метров). На его борту находились 155 пассажиров (все граждане Колумбии), преимущественно бизнесмены и туристы, которые летели в Колумбию домой или на отдых с целью встретить там Рождественские праздники. Расчётное время полёта от Майами до Кали составляло 3 часа 12 минут.
После прохождения траверза Картахены экипаж перешёл на связь с диспетчерским центром в Боготе. В 21:03 пилоты доложили о расчётном времени прохождения точки BUTAL в 21:07. После прохождения данной точки экипаж начал готовиться к снижению и в 21:10 запросил через ACARS сводку о погоде в Кали, которую получил в 21:11 (тихо, отдельные облака, видимость более 10 километров, возможность дождя). В 21:26:16 рейс 965 запросил разрешение на снижение. В ответ диспетчер дал указание снижаться до эшелона FL240 (7300 метров), а затем до FL200 (6100 метров). В 21:34:04 авиадиспетчер в Боготе дал указание переходить на связь с диспетчером подхода Кали; в 21:34:40 КВС выполнил это указание.
В 21:36:31 диспетчер подхода Нельсон Ривера Рамирес (исп. Nelson Rivera Ramírez) связался с экипажем и предложил им вместо захода на ВПП №01 (с юга) более удобный заход на посадку на ВПП №19 (с севера), в 21:36:40 пилоты подтвердили это решение.

### Отклонение от курса, катастрофа
В 21:37:29 КВС задал диспетчеру вопрос: Может ли Американ Эйрлайнс э, девять шесть пять лететь прямо на Розо и затем выполнить схему прибытия от Розо, сэр?. Диспетчер ответил: Подтверждаю. Выполняйте прибытие по схеме Розо один и рассчитывайте полосу один девять, у земли штиль. Командир сообщил: Хорошо Розо, Розо один, на один девять, спасибо, Американ девять шесть пять. Диспетчер сообщил: (Большое спасибо)… Доложить Тулуа и э, двадцать одна миля, э, пять тысяч футов. КВС передал: OK, доложим Тулуа, удаление двадцать одну милю и пять тысяч футов, Американ девять э, шесть пять.
В 21:37, после прохождения ULQ, во время снижения лайнер начал поворачивать влево от пройденного курса и примерно 1 минуту летел в восточном направлении, а затем повернул направо, при этом продолжая снижаться. В 21:39:25 в кабине раздался звук «VC», а в 21:39:29 — звук опознавания «ULQ». В 21:40:01 командир передал: И Американ ээ, тридцати восьми милях к северу от Кали, и вы хотите, чтобы мы взяли курс на Тулуа, а затем выполнили схему Розо, э-э, к, э-э, к полосе, верно? Взлётно-посадочная полоса один девять?. Диспетчер ответил: Девять шесть пять, вы можете выполнить посадку, на полосу один девять, вы можете использовать, полосу один девять. Какова ваша высота и удаление по DME от Кали?. КВС ответил: OK, мы тридцать семь DME на десять тысяч футов. Диспетчер заявил в 21:40: Понял. Доложите пересечение пять тысяч и э, четвертый разворот, на один-один, полосу один девять.
До этого в 21:39:40 командир, возможно начиная догадываться, что самолёт отклонился от курса, сказал: Куда мы летим-то? Один два… так направо. Давайте пойдём курсом на Кали. Прежде всего, давайте, мы … здесь, не так ли?, а после того, как второй пилот ответил одобрительно, добавил: Берём курс на CLO. Как мы … здесь оказались?.
В 21:40:40 КВС заявил: Это … Тулуа, я ни как не понимаю точно ли, почему-то. Видишь, я никак не могу выбрать, хорошо сейчас, нет, Тулуа … вверх. Затем второй пилот сказал: Я не хочу точку Тулуа. Давайте выберем продолженную осевую э…, а КВС закончил: Для Розо. В 21:40:56 КВС спросил второго пилота: Почему бы тебе тогда не взять курс прямо на Розо, согласен?, тот ответил: Хорошо, давай…. Затем командир сказал: Я собираюсь выбрать эту точку вместо отображаемой, а второй пилот ответил: …займись высотомерами, мы уже ниже десяти сейчас.
В 21:41:02 диспетчер запросил у пилотов рейса 965 текущую высоту полёта. КВС ответил: Девять шесть пять, девять тысяч футов. Затем в 21:41:10 диспетчер спросил: Понял, удаление сейчас?, но ответа не последовало. В 21:41:15, когда рейс 965 снизился ниже 2700 метров, в кабине экипажа сработала сигнализация GPWS об опасном сближении с землёй: «TERRAIN! WHOOP WHOOP!»; командир крикнул: Вот …, и следом раздался звук тряски штурвала. КВС сказал (видимо, обращаясь к самолёту): Вверх, детка…, на заднем плане звучал сигнал GPWS: «PULL UP! WHOOP! WHOOP! PULL UP!». Пилоты прибавили мощность обоих двигателей и подняли нос лайнера вверх, но при этом не отключили аэродинамические тормоза, что в итоге резко снизило скорость набора высоты и самолёт два раза входил в режим сваливания. В 21:41:28 рейс AA 965 пластом врезался в восточный склон горы Эль-Делювио на высоте 2712 метров над уровнем моря и полностью разрушился.

### Спасательная операция
На следующее утро (21 декабря) к месту катастрофы рейса 965 начали прибывать первые машины скорой помощи. Через 6 часов после катастрофы на склоне одной из гор были обнаружены первые обломки самолёта (это была местность, отрезанная от цивилизации, где не было дорог).
На рассвете вертолёт ВВС Колумбии начал обследовать район катастрофы и спустя некоторое время на склоне горы Эль-Делювио было найдено место падения лайнера.
Спасательная операция длилась 13 часов и сильно осложнялась из-за сильного ветра и облачности. Из находившихся на борту самолёта 163 человек были спасены только 4 пассажира, остальные 159 человек (8 членов экипажа и 151 пассажир) погибли.
Имена выживших пассажиров
- Гонсало Дуссан Монрой (исп. Gonzalo Dussan Monroy),
- Мишель Дуссан (исп. Michelle Dussan),
- Мерседес Рамирес (исп. Mercedes Ramirez),
- Маурисио Рейес (исп. Mauricio Reyes).

Среди выживших мог быть Гонсало Дуссан-младший (исп. Gonzalo Dussan, Jr.); первоначально он пережил катастрофу, но умер в больнице на операционном столе.
Также среди обломков грузового отсека самолёта была найдена собака одного из погибших пассажиров. Она не пострадала в катастрофе. Ей дали кличку «Милагро» (исп. Milagro — «Чудо»). В течение нескольких недель за ней ухаживала команда колумбийского «Красного Креста», пока её не взял себе и увёз в США сотрудник авиакомпании American Airlines.

### Расшифровка переговоров
Сокращения:
- КВС: Командир воздушного судна — Николас Тафури
- 2П: Второй пилот — Дональд Уильямс
- Ди: Авиадиспетчер — Нельсон Ривера Рамирес
- Э: Кто-то из экипажа
- Внешняя связь: переговоры с диспетчером
- (ругань) — ненормативная лексика (удалена)

| Время    |                                                                         | Оригинал | Перевод |
| -------- | ----------------------------------------------------------------------- | --- | --- |
| 21:34:40 | КВС (внешняя связь)                                                     | Cali approach, American nine six five. | Кали-подход, Американ девять шесть пять. |
| 21:34:44 | Ди                                                                      | American niner six five, good evening. Go ahead. | Американ девять шесть пять, добрый вечер. Приём. |
| 21:34:47 | КВС (внешняя связь)                                                     | Ah, buenos noches senor, American nine six five leaving two three zero, descending to two zero zero. Go ahead, sir.                                             | Э, добрый вечер, сеньор, Американ девять шесть пять, с эшелона два три ноль,два три ноль, снижаюсь до два ноль ноль. Приём, сэр.                                                                      |
| 21:34:55 | Ди                                                                      | The uh, distance DME from Cali? | Ваше э-э, ваше удаление до Кали? |
| 21:34:57 | КВС (внешняя связь)                                                     | The DME is six three. | Удаление Кали шесть три. |
| 21:34:59 | Ди                                                                      | Roger, is cleared to Cali VOR, uh, descend and maintain one, five thousand feet. Altimeter three zero zero two...                                               | Понял, следуйте курсом на VOR Кали, снижайтесь и сохраняйте один, пять тысяч футов. Высотомер три ноль ноль два....                                                                                   |
| 21:35:09 | 2П                                                                      | One five. | Один пять. |
| 21:35:09 | Ди                                                                      | ...no delay expect for approach. Report uh, Tulua VOR. | ...без задержки, ожидайте заход. Доложить VOR Тулуа. |
| 21:35:14 | КВС (внешняя связь)                                                     | OK, understood. Cleared direct to Cali VOR. Uh, report Tulua and altitude one five, that's fifteen thousand three zero... zero... two. Is that all correct sir? | Вас понял. Следуем курсом на VOR Кали. Доложим проход VOR Тулуа и высота один пять, это пятнадцать тысяч, по три ноль... ноль... два. Всё верно, сэр?                                                 |
| 21:35:25 | Ди                                                                      | Affirmative. | Подтверждаю. |
| 21:35:27 | КВС                                                                     | Thank you. | Спасибо. |
| 21:35:28 | КВС                                                                     | I put direct Cali for you in there. | Я ввёл команду DIRect Кали для тебя. |
| 21:35:29 | 2П                                                                      | OK, thank you. | OK, спасибо. |
| 21:35:44 | 2П                                                                      | Two fifty below ten here? | Два пятьдесят ниже десяти здесь? |
| 21:35:47 | КВС                                                                     | Yeah. | Да. |
| 21:36:18 | Звук ремня безопасности                                                 | Звук ремня безопасности | Звук ремня безопасности |
| 21:36:20 | КВС                                                                     | Uh, flight attendants please prepare for landing, thank you. | Э-э, бортпроводникам, пожалуйста, подготовьтесь к посадке, спасибо. |
| 21:36:24 | КВС                                                                     | I sat 'em down and... | Я их усадил и... |
| 21:36:27 | Ди                                                                      | ...niner six five, Cali. | ...девять шесть пять, Кали. |
| 21:36:28 | КВС                                                                     | Niner. | Девять. |
| 21:36:29 | КВС (внешняя связь)                                                     | Niner six five, go ahead please. | Девять шесть пять, на приёме. |
| 21:36:31 | Ди                                                                      | ...sir, the wind is calm. Are you able to approach runway one niner.                                                                                            | ...сэр, у земли штиль. Можете ли вы заход полосу один девять. |
| 21:36:36 | КВС                                                                     | Would you like to shoot the one nine straight in? | Не хотите ли вы выполнить заход с прямой на один девять? |
| 21:36:38 | 2П                                                                      | Uh yeah, we'll have to scramble to get down. We can do it. | Ну да, нам придётся поднапрячься, чтобы снизиться. Мы это сможем. |
| 21:36:40 | КВС (внешняя связь)                                                     | Uh yes Sir, we'll need a lower altitude right away though. | Да сэр, но нам тогда сейчас нужно уже дальше снижаться. |
| 21:36:43 | Ди                                                                      | Roger. American nine six five, is cleared to VOR DME approach runway one niner. Rozo number one, arrival. Report Tulua VOR.                                     | Понял. Американ девять шесть пять, вам разрешён заход VOR/DME на полосу один девять. Схема прибытия Rozo номер один. Доложите пролёт VOR Тулуа.                                                       |
| 21:36:52 | КВС (внешняя связь)                                                     | Cleared the VOR DME to one nine, Rozo one arrival. Will report the VOR, thank you, Sir.                                                                         | Разрешили заход VOR/DME полоса один девять, схема прибытия Розо один. Пролёт VOR доложим, спасибо, сэр.                                                                                               |
| 21:36:58 | Ди                                                                      | Report uh, Tulua VOR. | Доложить VOR Тулуа. |
| 21:37:01 | КВС (внешняя связь)                                                     | Report Tulua. | Доложим Тулуа. |
| 21:37:03 | КВС                                                                     | I gotta give you to Tulua first of all. You, you wanna go right to Cal, er to Tulua?                                                                            | Я должен сделать наш курс на Тулуа в первую очередь. Ты, ты хочешь пойти прямо на Кал, или к Тулуа?                                                                                                   |
| 21:37:09 | 2П                                                                      | Uh, I thought he said the Rozo one arrival? | Э, я думал, он сказал схема прибытия Розо один? |
| 21:37:10 | КВС                                                                     | Yeah he did. We have time to pull that out? | Да, он сказал. У нас есть время, чтобы найти схему в сборнике? |
| 21:37:11 | Звук перелистывания страниц                                             | Звук перелистывания страниц | Звук перелистывания страниц |
| 21:37:12 | КВС                                                                     | ...and, Tulua one... Rozo... There it is. | ...и, Tulua один... Розо... Вот оно. |
| 21:37:25 | КВС                                                                     | Yeah, see that comes off Tulua. | Да, видите, это идёт от Тулуа. |
| 21:37:27 | 2П                                                                      | OK. | OK. |
| 21:37:29 | КВС (внешняя связь)                                                     | Can American Airlines uh, nine six five go direct to Rozo and then do the Rozo arrival sir?                                                                     | Может ли Американ Эйрлайнс э, девять шесть пять лететь прямо на Розо и затем выполнить схему прибытия от Розо, сэр?                                                                                   |
| 21:37:36 | Ди                                                                      | Affirmative. Take the Rozo one and runway one niner, the wind is calm.                                                                                          | Подтверждаю. Выполняйте прибытие по схеме Розо один и рассчитывайте полосу один девять, у земли штиль.                                                                                                |
| 21:37:42 | КВС (внешняя связь)                                                     | Alright Rozo, the Rozo one to one nine, thank you, American nine six five.                                                                                      | Хорошо Розо, Розо один, на один девять, спасибо, Американ девять шесть пять. |
| 21:37:46 | Ди                                                                      | (Thank you very much)... Report Tulua and eeh, twenty one miles, ah, five thousand feet.                                                                        | (Большое спасибо)... Доложить Тулуа и э-э, двадцать одна миля, э-э, пять тысяч футов. |
| 21:37:53 | КВС (внешняя связь)                                                     | OK, report Tulua twenty one miles and five thousand feet, American nine uh, six five.                                                                           | OK, доложим Тулуа, удаление двадцать одну милю и пять тысяч футов, Американ девять э, шесть пять. |
| 21:37:59 | 2П                                                                      | OK, so we're cleared down to five now? | Хорошо, теперь нам разрешили снижаться до пяти? |
| 21:38:01 | КВС                                                                     | That's right, and... off Rozo... which I'll tune here. | Верно, и... от Розо... которую я здесь настрою. |
| 21:38:26 | КВС                                                                     | See what I get... | Посмотри что у меня получится... |
| 21:38:27 | 2П                                                                      | Yeah. | Да. |
| 21:38:28 | КВС                                                                     | ...At twenty one miles at five thousand's part of the approach. OK?                                                                                             | ...На удалении двадцать одна миля и пять тысяч является частью схемы прибытия. ОК? |
| 21:38:31 | 2П                                                                      | OK. | OK. |
| 21:38:33 | КВС                                                                     | Off ULQ, so let me put ULQ in here, seventeen seven cause I want to be on raw data with you.                                                                    | От ULQ, так что позвольте мне ввести данные ULQ сюда, семнадцать семь, потому что я хочу использовать необработанные данные.                                                                          |
| 21:38:39 | Ди                                                                      | American niner six five, distance now? | Американ девять шесть пять, ваше удаление? |
| 21:38:42 | КВС (внешняя связь)                                                     | Uuuh, what did you want sir? | Э-э-э, что вы хотели, сэр? |
| 21:38:45 | Ди                                                                      | Distance DME. | Ваше удаление по DME. |
| 21:38:46 | КВС (внешняя связь)                                                     | OK, the distance from uh, Cali is uh, thirty eight. | ОК, удаление от э-э, Кали является э-э, тридцать восемь. |
| 21:38:49 | 2П                                                                      | Uh where are we... | Э, где это мы... |
| 21:38:49 | Ди                                                                      | Roger. | Понял. |
| 21:38:52 | 2П                                                                      | We going out to... | Мы собираемся к... |
| 21:38:54 | КВС                                                                     | Let's go right to uh, Tulua first of all, OK? | Давай пойдём прямо к Тулуа в первую очередь, OK? |
| 21:38:58 | 2П                                                                      | Yeah, where we headed? | Да, куда мы направились? |
| 21:38:58 | КВС                                                                     | Seventeen seven, ULQ uuuh, I don't know what's this ULQ? What the, what happened here?                                                                          | Семнадцать семь, ULQ э-э-э, я не знаю, что это за ULQ? Что за, что здесь произошло? |
| 21:39:04 | 2П                                                                      | Manual... | Ручной... |
| 21:39:05 | КВС                                                                     | Let's come to the right a little bit. | Давайте немного отвернём вправо. |
| 21:39:06 | 2П                                                                      | ...Yeah he's wantin' to know where we're headed. | ...Да, он хочет знать, куда мы направляемся. |
| 21:39:07 | КВС                                                                     | ULQ. I'm goin' to give you direct Tulua... | ULQ. Я собираюсь направить нас прямо к Тулуа... |
| 21:39:10 | 2П                                                                      | OK. | OK. |
| 21:39:10 | КВС                                                                     | ...Right now. | ...Прямо сейчас. |
| 21:39:11 | КВС                                                                     | OK, you got it? | Хорошо, получилось? |
| 21:39:13 | 2П                                                                      | OK. | OK. |
| 21:39:14 | КВС                                                                     | And... | И... |
| 21:39:18 | КВС                                                                     | It's on your map. Should be. | Это на вашем навигационном мониторе. Должно быть. |
| 21:39:19 | 2П                                                                      | Yeah, it's a left uh, left turn. | Да, это левый, левый разворот. |
| 21:39:22 | КВС                                                                     | Yeah, I gotta identify that ... though I... | Да, я должен сделать опознавание маяка (ругань) хотя я... |
| 21:39:25 | Раздаётся звук «VC»                                                     | Раздаётся звук «VC» | Раздаётся звук «VC» |
| 21:39:25 | КВС                                                                     | OK, I'm gettin' it. Seventeen seven. Just doesn't look right on mine. I don't know why.                                                                         | ОК, я принимаю его сигнал. Семнадцать семь. Просто не выглядит правильно на моём мониторе. Я не знаю почему.                                                                                          |
| 21:39:29 | Раздаётся звук опознавания маяка VOR «ULQ»                              | Раздаётся звук опознавания маяка VOR «ULQ» | Раздаётся звук опознавания маяка VOR «ULQ» |
| 21:39:30 | 2П                                                                      | Left turn, so you want a left turn back around to ULQ. | Левый разворот, так вы хотите выполнить левый разворот, обратно к ULQ. |
| 21:39:32 | КВС                                                                     | Nawww... Hell no, let's press on to... | Нееет... Чёрт, нет, давай введём на... |
| 21:39:35 | 2П                                                                      | Well we're, press on to where though? | Ну что ж, жмём куда? |
| 21:39:37 | КВС                                                                     | Tulua. | Тулуа. |
| 21:39:39 | 2П                                                                      | That's a right u u. | Это правый разворот на 180. |
| 21:39:40 | КВС                                                                     | Where we goin'? One two... come to the right. Let's go to Cali. First of all, lets, we got ... up here didn't we?                                               | Куда мы летим-то? Один два... так направо. Давайте пойдём курсом на Кали. Прежде всего, давайте, мы (ругань) здесь, не так ли?                                                                        |
| 21:39:45 | 2П                                                                      | Yeah. | Да. |
| 21:39:46 | КВС                                                                     | Go direct... C.L.O. How did we get ... up here? | Берём курс на CLO. Как мы (ругань) здесь оказались? |
| 21:39:54 | КВС                                                                     | Come to the right, right now, come to the right, right now. | Разворот направо, прямо сейчас, направо, прямо сейчас. |
| 21:39:56 | 2П                                                                      | Yeah, we're, we're in a heading select to the right. | Да, мы в режиме задачи курса на панели автопилота, выполняем правый разворот. |
| 21:39:59 | Звук щелчка переключателя                                               | Звук щелчка переключателя | Звук щелчка переключателя |
| 21:40:01 | КВС (внешняя связь)                                                     | And American uh, thirty eight miles north of Cali, and you want us to go Tulua and then do the Rozo uh, to uh, the runway, right? To runway one nine?           | И Американ э-э, тридцати восьми милях к северу от Кали, и вы хотите, чтобы мы взяли курс на Тулуа, а затем выполнили схему Розо, э-э, к, э-э, к полосе, верно? Взлётно-посадочная полоса один девять? |
| 21:40:11 | Ди                                                                      | Niner six five, you can land, runway one niner, you can use, runway one niner. What is your altitude and the DME from Cali?                                     | Девять шесть пять, вы можете выполнить посадку, на полосу один девять, вы можете использовать, полосу один девять. Какова ваша высота и удаление по DME от Кали?                                      |
| 21:40:21 | КВС (внешняя связь)                                                     | OK, we're thirty seven DME at ten thousand feet. | OK, мы тридцать семь DME на десять тысяч футов. |
| 21:40:24 | КВС                                                                     | You're OK. You're in good shape now. | Ты молодец. Теперь ты выводишь нас правильно. |
| 21:40:25 | Ди                                                                      | Roger. | Понял. |
| 21:40:26 | КВС                                                                     | We're headin'... | Наш курс... |
| 21:40:27 | Ди                                                                      | Report uh, five thousand and uh, final to one one, runway one niner.                                                                                            | Доложите пересечение пять тысяч и э, четвёртый разворот, на один-один, полосу один девять. |
| 21:40:28 | КВС                                                                     | We're headin' the right direction, you wanna... | Мы идём в правильном направлении, ты хочешь... |
| 21:40:32 | КВС                                                                     | ... ...you wanna take the one nine yet? | (ругань) ...ты хочешь на полосу один-девять заходить? |
| 21:40:34 | КВС                                                                     | Come to the right, come come right to Ca... Cali for now, OK?                                                                                                   | Отверни правее, давай-давай, правее, прямо на Ка... Курс на Кали возьми, OK? |
| 21:40:35 | 2П                                                                      | OK. | OK. |
| 21:40:40 | КВС                                                                     | It's that ... Tulua I'm not getting for some reason. | Это (ругань) Тулуа, я ни как не понимаю точно ли, почему-то. |
| 21:40:44 | КВС                                                                     | See I can't get, OK now, no, Tulua's ... up. | Видишь, я никак не могу выбрать, хорошо сейчас, нет, Тулуа (ругань) вверх. |
| 21:40:48 | 2П                                                                      | OK. Yeah. | OK. Да. |
| 21:40:49 | КВС                                                                     | But I can put it in the box if you want it. | Я могу ввести точку маршрута в поле, если хочешь. |
| 21:40:52 | 2П                                                                      | I don't want Tulua. let's just go to the extended centerline of uh...                                                                                           | Я не хочу точку Тулуа. Давайте выберем продолженную осевую э... |
| 21:40:55 | КВС                                                                     | Which is Rozo. | Для Розо. |
| 21:40:56 | 2П                                                                      | Rozo. | Розо. |
| 21:40:56 | КВС                                                                     | Why don't you just go direct to Rozo then, alright? | Почему бы тебе тогда не взять курс прямо на Розо, согласен? |
| 21:40:58 | 2П                                                                      | OK, let's... | Хорошо, давай... |
| 21:40:59 | КВС                                                                     | I'm goin' to put that over you. | Я собираюсь выбрать эту точку вместо отображаемой. |
| 21:41:00 | 2П                                                                      | ...get some altimeters, we're out of uh, ten now. | ...займись высотомерами, мы уже ниже десяти сейчас. |
| 21:41:01 | КВС                                                                     | Alright. | Хорошо. |
| 21:41:02 | Ди                                                                      | Niner six five, altitude? | Девять шесть пять, ваша высота? |
| 21:41:05 | КВС (внешняя связь)                                                     | Nine six five, nine thousand feet. | Девять шесть пять, девять тысяч футов. |
| 21:41:10 | Ди                                                                      | Roger, distance now? | Понял, удаление сейчас? |
| 21:41:15 | Раздаётся механическое сообщение GPWS «TERRAIN! TERRAIN! WHOOP! WHOOP!» | Раздаётся механическое сообщение GPWS «TERRAIN! TERRAIN! WHOOP! WHOOP!»                                                                                         | Раздаётся механическое сообщение GPWS «TERRAIN! TERRAIN! WHOOP! WHOOP!» |
| 21:41:17 | КВС                                                                     | Oh .... | Вот (ругань). |
| 21:41:18 | Раздаётся сигнал предупреждения отключения автопилота                   | Раздаётся сигнал предупреждения отключения автопилота | Раздаётся сигнал предупреждения отключения автопилота |
| 21:41:18 | КВС                                                                     | ...pull up baby. | ...вверх, детка. |
| 21:41:19 | Раздаётся механическое сообщение GPWS «PULL UP! WHOOP! WHOOP! PULL UP!» | Раздаётся механическое сообщение GPWS «PULL UP! WHOOP! WHOOP! PULL UP!»                                                                                         | Раздаётся механическое сообщение GPWS «PULL UP! WHOOP! WHOOP! PULL UP!» |
| 21:41:20 | Раздаётся звук тряски штурвала                                          | Раздаётся звук тряски штурвала | Раздаётся звук тряски штурвала |
| 21:41:20 | 2П                                                                      | It's OK. | Всё нормально. |
| 21:41:21 | Раздаётся механическое сообщение GPWS «PULL UP!»                        | Раздаётся механическое сообщение GPWS «PULL UP!» | Раздаётся механическое сообщение GPWS «PULL UP!» |
| 21:41:21 | КВС                                                                     | OK, easy does it, easy does it. | OK, плавнее, плавнее. |
| 21:41:22 | Раздаётся сигнал предупреждения отключения автопилота                   | Раздаётся сигнал предупреждения отключения автопилота | Раздаётся сигнал предупреждения отключения автопилота |
| 21:41:23 | 2П                                                                      | (Nope). | (Нет). |
| 21:41:24 | КВС                                                                     | Up baby.... | Вверх, детка.... |
| 21:41:25 | Раздаётся звук тряски штурвала (звучит до конца записи)                 | Раздаётся звук тряски штурвала (звучит до конца записи) | Раздаётся звук тряски штурвала (звучит до конца записи) |
| 21:41:25 | КВС                                                                     | ...more, more. | ...ещё, ещё. |
| 21:41:26 | 2П                                                                      | OK. | OK. |
| 21:41:26 | КВС                                                                     | Up, up, up. | Вверх, вверх, вверх. |
| 21:41:27 | Раздаётся механическое сообщение GPWS «WHOOP! WHOOP! PULL UP!»          | Раздаётся механическое сообщение GPWS «WHOOP! WHOOP! PULL UP!»                                                                                                  | Раздаётся механическое сообщение GPWS «WHOOP! WHOOP! PULL UP!» |
| 21:41:28 | Конец записи                                                            | Конец записи | Конец записи |

## Расследование
Расследованием причин катастрофы рейса AA 965 занялся колумбийский Специальный административный совет гражданской авиации (UAEAC) при участии американского Национального совета по безопасности на транспорте (NTSB) и представителей Федерального управления гражданской авиации США (FAA), международной ассоциации пилотов, авиакомпании American Airlines и компаний «Boeing» и «Rolls-Royce plc».
Окончательный отчёт расследования был опубликован 6 ноября 1996 года.
Согласно отчёту, причиной катастрофы стали многочисленные ошибки экипажа. При смене ВПП пилоты ошибочно сбросили настройки навигационных точек в БЦВМ, поэтому им пришлось воспользоваться картами, чтобы найти точку TULUA. В это же самое время они активировали воздушный тормоз, чтобы замедлить самолёт и ускорить его снижение.
К моменту, когда пилоты нашли точку TULUA, лайнер уже пролетел её и пилоты попытались ввести следующую за ней точку — ROZO. Однако на их схемах подхода точка NDB ROZO была отмечена как R. В районе полёта этой букве соответствовала ещё одна точка — NDB ROMEO около аэропорта Боготы (на расстоянии 215 километров), и из-за этого в БЦВМ точка ROZO была доступна только по полному названию, а не R, как было обозначено на картах (в случаях, когда в районе встречаются названия точек NDB с совпадающим коротким именем, часто в списках выше идёт точка, находящаяся у большего населённого пункта). Выбрав самую ближнюю точку R, КВС заставил автопилот сменить курс на Боготу, что привело к развороту на восток по широкой дуге. К моменту, когда ошибка была обнаружена, самолёт летел над долиной, находящейся параллельно той, через которую они должны были лететь. Пилоты взяли курс на правильную точку и в итоге врезались в склон горы.
За 12 секунд до катастрофы сработал сигнал системы GPWS об опасном сближении с землёй, менее чем через 2 секунды после этого пилоты включили полную тягу двигателей и менее чем через 3 секунды начали набор высоты, но из-за воздушного тормоза скорость подъёма была недостаточной и в итоге самолёт врезался в гору. Исследования показали, что в случае немедленного отключения воздушного тормоза при срабатывании сигнала GPWS у пилотов рейса 965 были шансы перелететь гору и избежать катастрофы.

## Последствия
- Были разработаны и в 2002 году внедрены системы EGPWS/TAWS.
- Авиакомпания American Airlines в знак уважения к пассажирам и экипажу рейса 965 сменила номер рейса Майами—Кали с AA 965 на AA 921 и по нему летает Boeing 737-800.

## Культурные аспекты
- Катастрофа рейса 965 American Airlines показана во 2 сезоне канадского документального телесериала Расследования авиакатастроф в серии Столкновение с горой (оригинальное название Lost — Потерявшиеся или Заблудившиеся)[8].
- Также она показана в американском документальном телесериале от «MSNBC» Почему разбиваются самолёты[англ.] (англ. Why Planes Crash) в серии Внезапное столкновение (англ. Sudden Impact).

### Комментарии
1. ↑  Здесь и далее указано Североамериканское восточное время — EST
2. ↑  После пересечения эшелона перехода высоты произносились как тысячи футов
3. ↑  Давление аэродрома QNH 30,02 дюйма или 763 миллиметра ртутного столба
4. ↑  В данном случае КВС проинформировал второго пилота, что ввёл команду DIRECT в системе управления полётом (FMS) — следовать на VOR Cali с той позиции, где они находились, в режиме автопилота NAV (горизонтальной навигации)
5. ↑  В данном случае второй пилот задал КВС вопрос об ограничении скорости в 463 км/ч на высоте 3048 метров
6. ↑  Tulua VOR-DME. Frequency, 117.7 MHz. Identifier, ULQ ..- .-.. --.-. Intended use, High- and low-level enroute navigation (high power). Country, Colombia
7. ↑  Из-за непоследовательных (ошибочных) действий при работе с устройством ввода-вывода FMS на экране устройства вышли информация по маршруту и выбор навигационных точек, которые пилоты не ожидали увидеть
8. ↑  Команда для FMS
9. ↑  Cali VOR-DME. Frequency, 115.5 MHz. Identifier, CLO, Country, Colombia
10. ↑  В это момент КВС перелистывал страницы с выбором маршрутных точек на устройстве ввода-вывода FMS